# Danh sách xã thuộc thành phố Hải Phòng
Tính đến ngày 1 tháng 1 năm 2025, thành phố Hải Phòng có 167 đơn vị hành chính cấp xã, trong đó có 81 xã.
Dưới đây là danh các xã thuộc thành phố Hải Phòng hiện nay.
| Xã           | Trực thuộc            | Diện tích (km²) | Dân số (người) | Mật độ dân số (người/km²) | Thành lập |
| ------------ | --------------------- | --------------- | -------------- | ------------------------- | --------- |
| An Thái      | Huyện An Lão          |                 |                |                           |           |
| An Thắng     | Huyện An Lão          |                 |                |                           |           |
| An Thọ       | Huyện An Lão          |                 |                |                           |           |
| An Tiến      | Huyện An Lão          |                 |                |                           |           |
| Bạch Đằng    | Thành phố Thủy Nguyên |                 |                |                           |           |
| Bát Trang    | Huyện An Lão          |                 |                |                           |           |
| Bắc Hưng     | Huyện Tiên Lãng       |                 |                |                           |           |
| Cao Minh     | Huyện Vĩnh Bảo        |                 |                |                           |           |
| Cấp Tiến     | Huyện Tiên Lãng       |                 |                |                           |           |
| Chiến Thắng  | Huyện An Lão          |                 |                |                           |           |
| Du Lễ        | Huyện Kiến Thụy       |                 |                |                           |           |
| Dũng Tiến    | Huyện Vĩnh Bảo        |                 |                |                           |           |
| Đại Đồng     | Huyện Kiến Thụy       |                 |                |                           |           |
| Đại Hợp      | Huyện Kiến Thụy       |                 |                |                           |           |
| Đại Thắng    | Huyện Tiên Lãng       |                 |                |                           |           |
| Đoàn Lập     | Huyện Tiên Lãng       |                 |                |                           |           |
| Đoàn Xá      | Huyện Kiến Thụy       |                 |                |                           |           |
| Đông Phương  | Huyện Kiến Thụy       |                 |                |                           |           |
| Đồng Bài     | Huyện Cát Hải         |                 |                |                           |           |
| Đông Hưng    | Huyện Tiên Lãng       |                 |                |                           |           |
| Gia Luận     | Huyện Cát Hải         |                 |                |                           |           |
| Giang Biên   | Huyện Vĩnh Bảo        |                 |                |                           |           |
| Hiền Hào     | Huyện Cát Hải         |                 |                |                           |           |
| Hòa Bình     | Huyện Vĩnh Bảo        |                 |                |                           |           |
| Hoàng Châu   | Huyện Cát Hải         |                 |                |                           |           |
| Hùng Thắng   | Huyện Tiên Lãng       |                 |                |                           |           |
| Hùng Tiến    | Huyện Vĩnh Bảo        |                 |                |                           |           |
| Hữu Bằng     | Huyện Kiến Thụy       |                 |                |                           |           |
| Khởi Nghĩa   | Huyện Tiên Lãng       |                 |                |                           |           |
| Kiến Hưng    | Huyện Kiến Thụy       |                 |                |                           |           |
| Kiến Quốc    | Huyện Kiến Thụy       |                 |                |                           |           |
| Kiến Thiết   | Huyện Tiên Lãng       |                 |                |                           |           |
| Liên Am      | Huyện Vĩnh Bảo        |                 |                |                           |           |
| Liên Xuân    | Thành phố Thủy Nguyên |                 |                |                           |           |
| Lý Học       | Huyện Vĩnh Bảo        |                 |                |                           |           |
| Minh Tân     | Huyện Kiến Thụy       |                 |                |                           |           |
| Mỹ Đức       | Huyện An Lão          |                 |                |                           |           |
| Nam Hưng     | Huyện Tiên Lãng       |                 |                |                           |           |
| Nghĩa Lộ     | Huyện Cát Hải         |                 |                |                           |           |
| Ngũ Phúc     | Huyện Kiến Thụy       |                 |                |                           |           |
| Ninh Sơn     | Thành phố Thủy Nguyên |                 |                |                           |           |
| Phù Long     | Huyện Cát Hải         |                 |                |                           |           |
| Quang Hưng   | Huyện An Lão          |                 |                |                           |           |
| Quang Trung  | Thành phố Thủy Nguyên |                 |                |                           |           |
| Quang Trung  | Huyện An Lão          |                 |                |                           |           |
| Quốc Tuấn    | Huyện An Lão          |                 |                |                           |           |
| Quyết Tiến   | Huyện Tiên Lãng       |                 |                |                           |           |
| Tam Cường    | Huyện Vĩnh Bảo        |                 |                |                           |           |
| Tân Dân      | Huyện An Lão          |                 |                |                           |           |
| Tân Hưng     | Huyện Vĩnh Bảo        |                 |                |                           |           |
| Tân Liên     | Huyện Vĩnh Bảo        |                 |                |                           |           |
| Tân Minh     | Huyện Tiên Lãng       |                 |                |                           |           |
| Tân Phong    | Huyện Kiến Thụy       |                 |                |                           |           |
| Tân Trào     | Huyện Kiến Thụy       |                 |                |                           |           |
| Tân Viên     | Huyện An Lão          |                 |                |                           |           |
| Tây Hưng     | Huyện Tiên Lãng       |                 |                |                           |           |
| Thái Sơn     | Huyện An Lão          |                 |                |                           |           |
| Thanh Sơn    | Huyện Kiến Thụy       |                 |                |                           |           |
| Thắng Thủy   | Huyện Vĩnh Bảo        |                 |                |                           |           |
| Thuận Thiên  | Huyện Kiến Thụy       |                 |                |                           |           |
| Tiên Cường   | Huyện Tiên Lãng       |                 |                |                           |           |
| Tiên Minh    | Huyện Tiên Lãng       |                 |                |                           |           |
| Tiền Phong   | Huyện Vĩnh Bảo        |                 |                |                           |           |
| Tiên Thanh   | Huyện Tiên Lãng       |                 |                |                           |           |
| Tiên Thắng   | Huyện Tiên Lãng       |                 |                |                           |           |
| Trân Châu    | Huyện Cát Hải         |                 |                |                           |           |
| Trấn Dương   | Huyện Vĩnh Bảo        |                 |                |                           |           |
| Trung Lập    | Huyện Vĩnh Bảo        |                 |                |                           |           |
| Trường Thành | Huyện An Lão          |                 |                |                           |           |
| Trường Thọ   | Huyện An Lão          |                 |                |                           |           |
| Tú Sơn       | Huyện Kiến Thụy       |                 |                |                           |           |
| Tự Cường     | Huyện Tiên Lãng       |                 |                |                           |           |
| Văn Phong    | Huyện Cát Hải         |                 |                |                           |           |
| Việt Hải     | Huyện Cát Hải         |                 |                |                           |           |
| Việt Tiến    | Huyện Vĩnh Bảo        |                 |                |                           |           |
| Vinh Quang   | Huyện Tiên Lãng       |                 |                |                           |           |
| Vĩnh An      | Huyện Vĩnh Bảo        |                 |                |                           |           |
| Vĩnh Hải     | Huyện Vĩnh Bảo        |                 |                |                           |           |
| Vĩnh Hòa     | Huyện Vĩnh Bảo        |                 |                |                           |           |
| Vĩnh Hưng    | Huyện Vĩnh Bảo        |                 |                |                           |           |
| Xuân Đám     | Huyện Cát Hải         |                 |                |                           |           |